# ملفين باركر
ملفين باركر (بالإنجليزية: Melvin Parker)‏ هو طبال أمريكي، ولد في 7 يونيو 1944 في كارولاينا الشمالية في الولايات المتحدة.

## وصلات خارجية
- ملفين باركر على موقع ميوزك برينز (الإنجليزية)
- ملفين باركر على موقع ديسكوغز (الإنجليزية)